# Koen Daerden
Koen Daerden (Tongeren, 1982. március 8. –) belga válogatott labdarúgó, középpályás, majd edző. Édesapja, Jos szintén válogatott labdarúgó volt.

## Góljai a belga válogatottban
| #        | Dátum               | Ellenfél            | Eredmény | Kiírás       | Esemény     |
| -------- | ------------------- | ------------------- | -------- | ------------ | ----------- |
| 1.       | 2005. március 26.   | Bosznia-Hercegovina | 4 – 1    | Vb-selejtező | 44'         |
| 2. és 3. | 2005. szeptember 7. | San Marino          | 8 – 0    | Vb-selejtező | 12' 39' 67' |

## Sikerei, díjai
KRC Genk:
- Belga labdarúgó-bajnokság: 2001–02
- Belga labdarúgókupa: 1999-00

Club Brugge KV:
- Belga labdarúgókupa: 2006-07

Standard de Liège:
- Belga labdarúgókupa: 2010-11